# Plaza Zabala

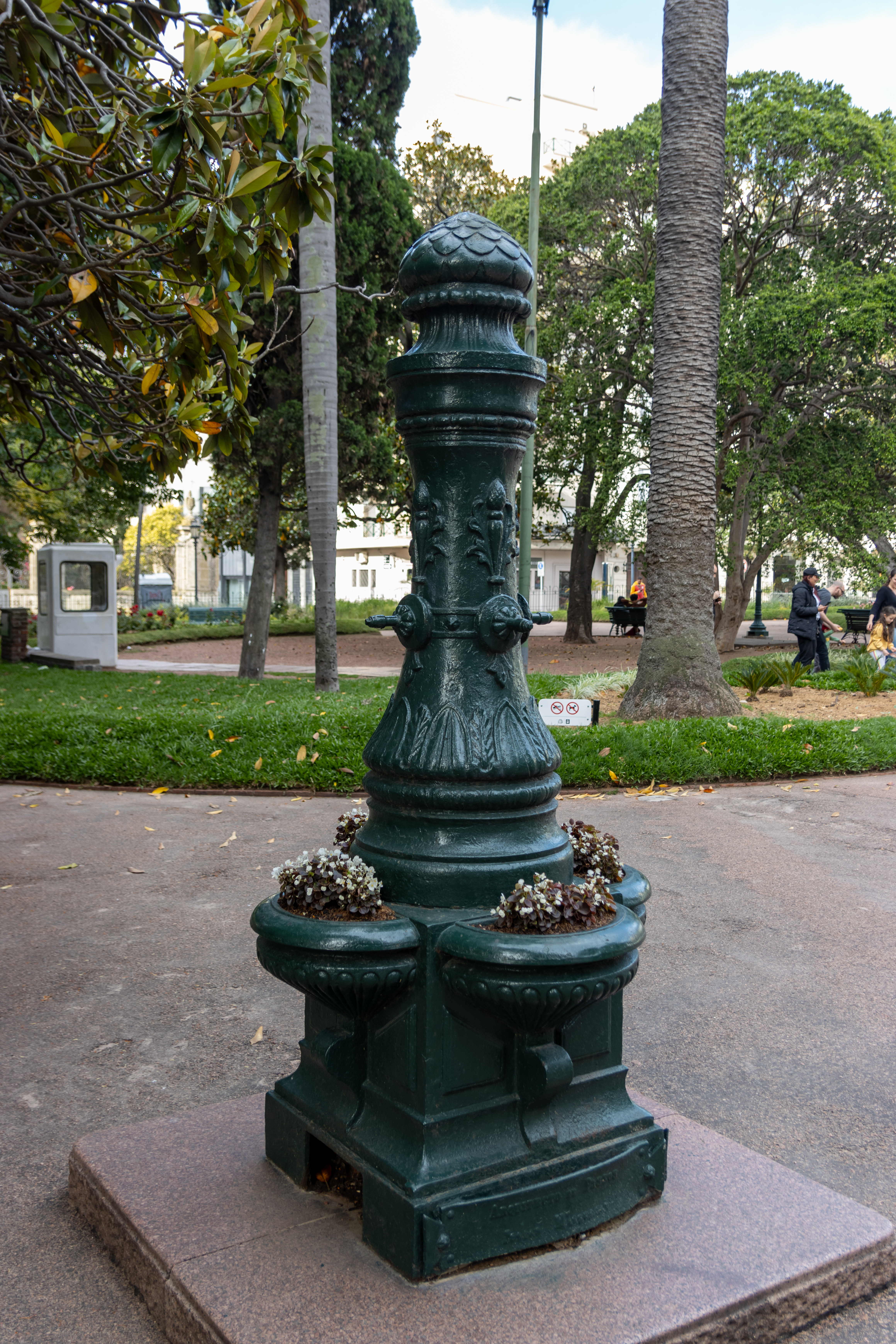

La Plaza Zabala es un espacio público ubicado en la Ciudad Vieja de Montevideo. Inaugurada en diciembre de 1890, fue nombrada en honor al militar español Bruno Mauricio de Zabala, fundador de la ciudad.
Está dispuesta de forma oblicua, lo que altera el damero perfecto que caracteriza al barrio histórico. Fue diseñada por el paisajista francés Édouard-François André, quien obtuvo inspiración en los jardines europeos de la belle époque. Es la única plaza montevideana que mantiene sus verjas perimetrales de hierro. 
Está emplazada donde antiguamente se encontraba el Fuerte de la ciudad amurallada, el conocido como Fuerte Grande (para diferenciarlo del Fuerte de San José, mucho más pequeño, levantado más sobre el extremo noroeste de la península y del que no quedan rastros). La calle que la rodea se llama Circunvalación Durango, en homenaje a la localidad vizcaína de Durango, localidad de origen de Zabala. En el costado norte destaca el Palacio Taranco, sede del Museo Nacional de Artes Decorativas y la casa de Sáenz Zumarán, actual sede de una institución bancaria.
Una de las características más llamativas es que desde el centro hacia tres de los cuatro costados puede verse el agua del Río de la Plata o la bahía de Montevideo. Está clasificada como Monumento Histórico Nacional desde 1975.

## Descripción
A fines de 1878, en el marco del militarismo, durante la dictadura del coronel Lorenzo Latorre, se decidió demoler la Casa de Gobierno de Montevideo, que databa de la época colonial, y construir en su lugar una plaza pública. Sin embargo, durante 12 años el sitio se convirtió en un terreno baldío, y finalmente, la plaza fue inaugurada el 31 de diciembre de 1890.
La estatua ecuestre de Bruno Mauricio de Zabala, obra del escultor español Lorenzo Coullaut Valera con la colaboración del arquitecto vasco Pedro Muguruza Otaño, fue inaugurada el 27 de diciembre de 1931.
La singular implantación en una manzana girada, respecto al regular damero, proviene del Fuerte Grande, primer edificio erigido en ese sitio en la etapa fundacional y que con el desarrollo urbano fue absorbido por el encaminamiento.

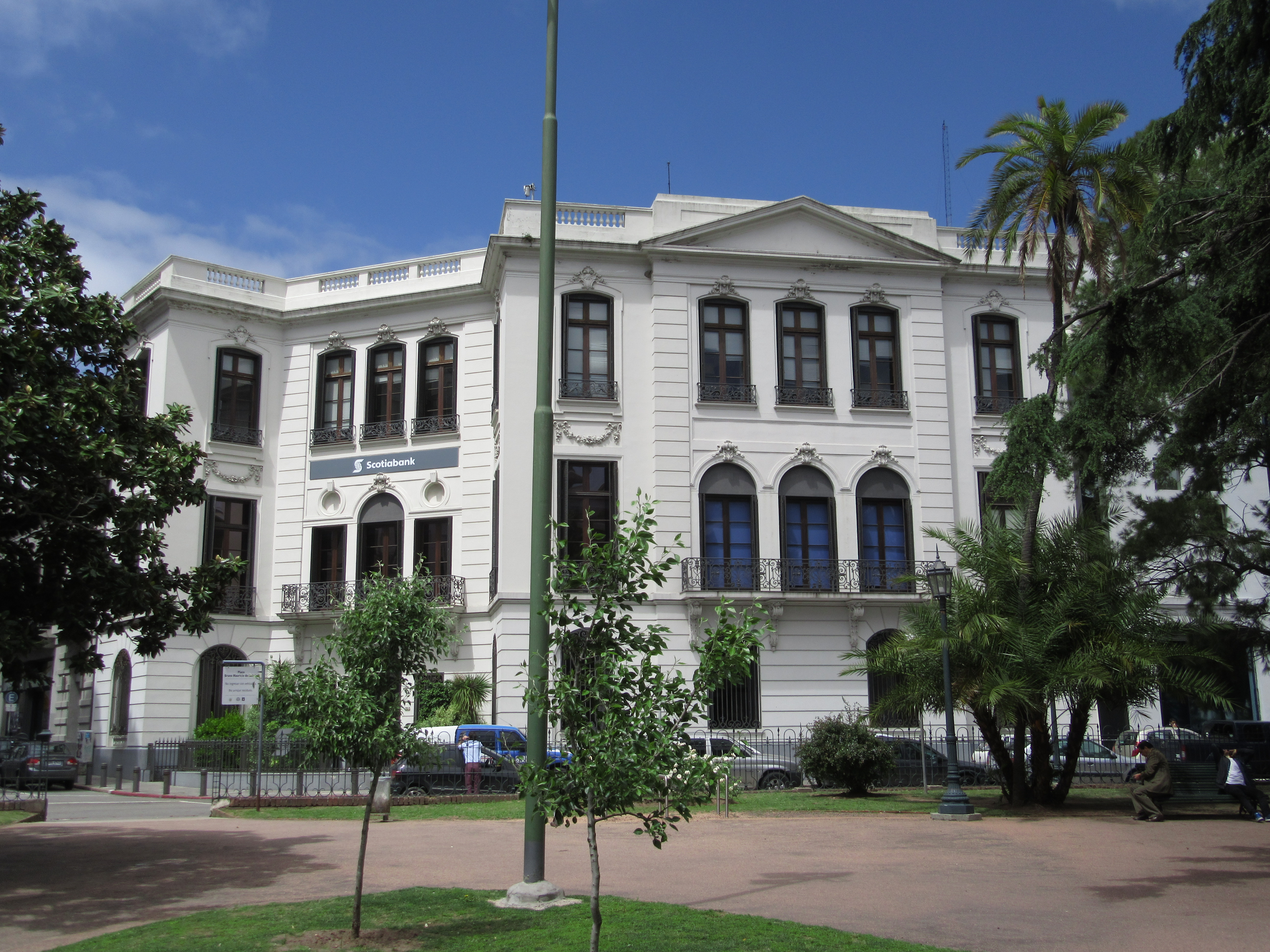
La arquitectura de los edificios aledaños están inspirados en las edificaciones parisinas

El espíritu Belle Epoque, que aspiró asemejar Montevideano a las ciudades jardín europeas, indujo a la Dirección de Paseos de la Intendencia de Montevideo creada en 1889, a encargar el diseño al paisajista francés Édouard-François André. La caminería ondulante, bordeando los amplios canteros de césped con macizos de flores y variadas especies de árboles, se complementan con el equipamiento en estilo gótico, que le otorga su especial carácter: los faroles montados de a tres sobre columnas, el bebedero con el cazo pendiente y la verja ochavada con cordoncillos que la circundó.

## Historia

Monumento a Bruno Mauricio de Zabala

La construcción de la Plaza surgió por expreso decreto del dictador Lorenzo Latorre, que mandó demoler el Fuerte con tal objetivo. El 31 de diciembre de 1878 se ordenó bajo el Decreto de "Creación del espacio público su construcción", más tarde, en 1890, se inaugura.
Dentro de estas características, merecen especial atención las construcciones que contribuyen a su definición espacial. Entre ellas se encuentran obras de diferentes épocas, destacándose por su calidad y aporte al ámbito público el Palacio Taranco, la casa de M. Sáenz de Zumarán (hoy sede de Scotiabank en Uruguay), la ondulante fachada del edificio de renta que se le enfrenta por Rincón y el edificio sobre la calle Alzáibar que agrega color al conjunto.